# Старі Вороб'ї
Старі́ Вороб'ї́ (пол. Worobie Stare) —  село в Україні, в Коростенському районі Житомирської області, у Середньому Поліссі. Населення становить 170 осіб. Входить до складу Малинської міської громади.

## Географія
У селі бере початок річка Товмень, ліва притока Студня.

## Історія
Уперше село згадується у документі 1616 року. Початкова назва - Оробевичі.
1759 року в селі споруджено церкву Архистратига Михаїла.
1897 року замість старого споруджено новий храм, який стоїть у селі й дотепер.

## Населення

### Мова
Розподіл населення за рідною мовою за даними перепису 2001 року:
| Мова       | Кількість | Відсоток |
| ---------- | --------- | -------- |
| українська | 166       | 97.65%   |
| російська  | 4         | 2.35%    |
| Усього     | 170       | 100%     |

## Відомі люди
У селі народилася народна артистка України Раїса Недашківська. 